# Jago (U-Boot)
Jago war ein deutsches Forschungstauchboot. Es ersetzte die Geo und war von 1989 bis 2020 im Einsatz.

## Geschichte
Das U-Boot wurde 1989 am Max-Planck-Institut für Verhaltensphysiologie in Bayern gebaut. Früherer Eigner war der Zoologe Hans Fricke vom Max-Planck-Institut für Verhaltensphysiologie in Seewiesen.
Seit dem 1. Januar 2006 war es im Dienste des Helmholtz-Zentrum für Ozeanforschung (Geomar) in Kiel. Im November 2020 wurde bekanntgegeben, dass Jago im Jahr 2021 außer Dienst gestellt wird, bedingt durch finanzielle und personelle Gründe.
Seit dem 1. Dezember 2019 wird ein 1:1-Modell im Ostsee-Info-Center in Eckernförde ausgestellt.

## Eigenschaften

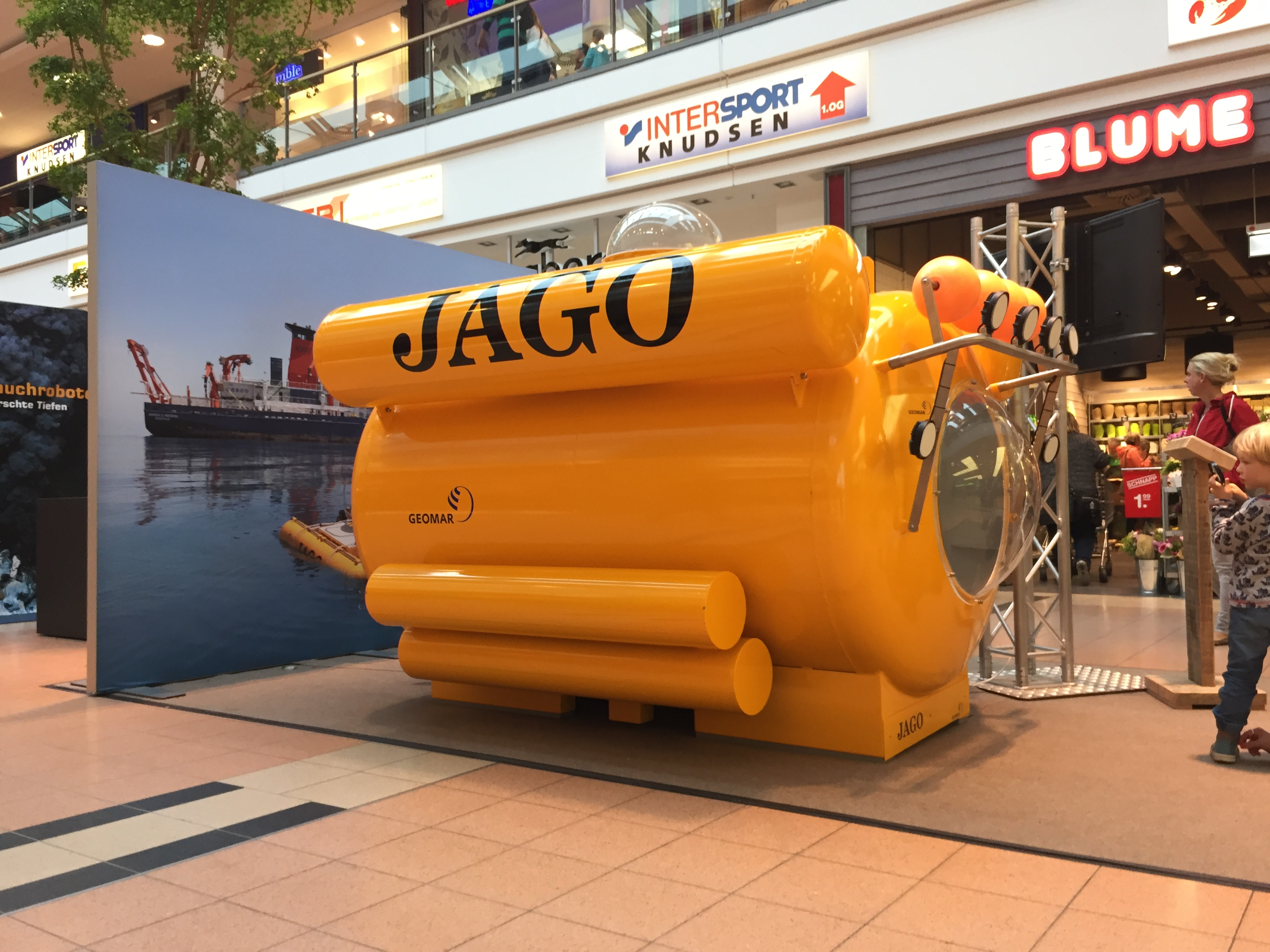
Ausstellungsmodell Geomar

Jago kann bis maximal 400 Meter Wassertiefe tauchen und bis zu zwei Personen aufnehmen. Es kann u. a. Organismen, Gesteine, Gase und Flüssigkeiten beproben. Außerdem kann es im Notfall als Rettungs- und Bergungsgerät für den Nord-Ostseeraum eingesetzt werden. Aufgrund der multidisziplinären Vernetzung des Geomar und der Christian-Albrechts-Universität zu Kiel durch den Exzellenzcluster Ozean der Zukunft haben auch Wissenschaftler der Kieler Exzellenzinitiative Zugriff auf das Forschungstauchboot.

## Besondere Verwendung
Jago wurde im Jahr 1994 zur Bergung einer verunglückten Cessna im Bodensee aus 159 Metern Tiefe eingesetzt. Im März 2015 befuhr das U-Boot den 1200 m langen Kesselbergstollen des Walchenseekraftwerkes, um den Bauzustand zu dokumentieren.

## Technische Spezifikationen
| Abmessungen         | Länge 3,0 m, Breite 2,0 m, Höhe 2,5 m |
| Gewicht in Luft     | 3000 kg |
| Tauchtiefe          | 400 m |
| Geschwindigkeit     | 1 Knoten |
| Besatzung           | 1 Pilot, 1 Beobachter |
| Druckkörper         | Stahl, 18 mm |
| Fenster             | Acrylglas, 1 Frontfenster (Dicke 50–80 mm, ⌀ 700 mm), 1 Einstiegsdom mit 360° Rundumblick (⌀ 450 mm) |
| Einstiegsversorgung | 6 Batterien, Gesamtkapazität 13 kWh, 24 Volt DC |
| Antriebe            | 4 umkehrbare Heckmotoren, 2 um 360° schwenkbare Seitenmotoren, 1 Bug- und 1 Heck-Strahler |
| Generelle Systeme   | - Tauchzellen (720 Liter) zum Aufschwimmen an der Oberfläche - Regelzelle (40 Liter) - 2 Sauerstoffflaschen - 3 Druckluftflaschen - Filter für CO2-Absorption |
| Life Support        | 96 Mannstunden |
| Rettungssysteme     | - abwerfbare Ballastplatte - Dead-Man Sicherheitssystem - Notaufstieg mit 500 kg positivem Auftrieb in 400 m Tiefe - Notboje mit Bergeeinrichtung |
| Ausrüstung          | Unterwasser-Navigations- und Positionierungssystem (USBL ORE), Kompass, Tiefenmesser, vertikales und horizontales Sonar, Unterwasserkommunikation UT, Scheinwerfer (Xenon/Halogen), Blitze, Laser-Vermessung, hydraulischer Greifarm, digitale Video- (HDV in Auflösung 1080i) und Fotokameras, CTD, Sammelanlagen für Organismen, Gas, Wasser, Fluide, Sedimente, Gesteine |
| Transport           | 1× 20′ ISO-Container |
| Zertifizierung      | Germanischer Lloyd Hamburg |

## Trivia
Einen Auftritt haben das U-Boot und Geomar in der Folge 906 der Krimi-Reihe Tatort.